# Rajd Polski 1991
Rajd Polski 1991 (48. Rajd Polski) to kolejna, 48 edycja rajdu samochodowego Rajd Polski rozgrywanego w Polsce. Rozgrywany był od 6 do 9 czerwca 1991 roku. Bazą rajdu był Wrocław. Rajd był dwudziestą drugą rundą Rajdowych Mistrzostw Europy w roku 1991.

## Wyniki końcowe rajdu[5][4]
| Miejsce | Kierowca         | Pilot              | Samochód                    | Czas    | Strata |
| ------- | ---------------- | ------------------ | --------------------------- | ------- | ------ |
| 1       | Piero Liatti     | Luciano Tedeschini | Lancia Delta Integrale 16V  | 3:40:25 | -      |
| 2       | Patrick Snijers  | Dany Colebunders   | Ford Sierra Cosworth 4x4    | 3:40:48 | +23    |
| 3       | Marc Soulet      | Jean-Marc Fortin   | Ford Sierra Cosworth 4x4    | 3:45:54 | +5:29  |
| 4       | Enrico Bertone   | Gianfranco Imerito | Lancia Delta Integrale 16V  | 3:46:09 | +5:44  |
| 5       | Fabrizio Tabaton | Maurizio Imerito   | Lancia Delta Integrale 16V  | 3:46:57 | +6:32  |
| 6       | John Bosch       | Kevin Gormley      | BMW M3                      | 3:49:08 | +8:43  |
| 7       | Bruno Thiry      | Stephane Prevot    | Opel Kadett GSI             | 3:50:35 | +10:10 |
| 8       | Mikael Sundström | Jakke Honkanen     | Mazda 323 GTX 4WD           | 3:51:17 | +10:52 |
| 9       | Andrzej Koper    | Maciej Wisławski   | Volkswagen Golf GTi 16V     | 4:00:58 | +20:33 |
| 10      | Kurt Göttlicher  | Harry Minarik      | Ford Sierra RS Cosworth 4x4 | 4:02:21 | +21:56 |